# Wimbledon-mesterskabet i mixed double 2016
Wimbledon-mesterskabet i mixed double 2016 var den 94. turnering om Wimbledon-mesterskabet i mixed double. Turneringen var en del af Wimbledon-mesterskaberne 2016 og blev spillet i All England Lawn Tennis and Croquet Club i London, Storbritannien i perioden 2. - 10. juli 2016 med deltagelse af 48 par.
Mesterskabet blev vundet af Henri Kontinen og Heather Watson, som i finalen besejrede Robert Farah og Anna-Lena Grönefeld med 7−6(7−5), 6−4. Kontinen og Watson spillere deres første turnering nogensinde som makkere, og for begge spillere var sejren deres første grand slam-titel. Kontinen blev endvidere den første finske vinder af en grand slam-turnering på seniorniveau i tennishistorien, og Watson blev den første kvindelige britiske vinder af en Wimbledon-titel, siden Jo Durie og Jeremy Bates' mixed double-triumf i 1987.
Leander Paes og Martina Hingis var forsvarende mestre men tabte i tredje runde til de senere vindre, Henri Kontinen og Heather Watson.

## Pengepræmier
Den samlede præmiesum til spillerne i mixed double androg £ 368.000 (ekskl. per diem), hvilket var det samme som året før.
| Resultat               | Pengepræmier | Pengepræmier | Ændring ift. 2015 |
| Resultat               | Pr. par      | Total        | Ændring ift. 2015 |
| ---------------------- | ------------ | ------------ | ----------------- |
| Vindere (1)            | £ 100.000    | £ 100.000    | ±0 %              |
| Finalister (1)         | £ 50.000     | £ 50.000     | ±0 %              |
| Semifinalister (2)     | £ 25.000     | £ 50.000     | ±0 %              |
| Kvartfinalister (4)    | £ 12.000     | £ 48.000     | ±0 %              |
| Tabere i 3. runde (8)  | £ 6.000      | £ 48.000     | ±0 %              |
| Tabere i 2. runde (16) | £ 3.000      | £ 48.000     | ±0 %              |
| Tabere i 1. runde (16) | £ 1.500      | £ 24.000     | ±0 %              |
| Samlet præmiesum       | -            | £ 368.000    | ±0 %              |

## Turnering

### Deltagere
Turneringen havde deltagelse af 48 par, der var fordelt på:
- 43 direkte kvalificerede par i form af deres ranglisteplacering.
- 5 par, der havde modtaget et wildcard.

#### Seedede spillere
De 16 bedste par blev seedet:
| Seedning | Spiller                                 | Resultat     |
| -------- | --------------------------------------- | ------------ |
| 1        | Ivan Dodig Sania Mirza                  | Anden runde  |
| 2        | Bruno Soares Jelena Vesnina             | Anden runde  |
| 3        | Horia Tecău Coco Vandeweghe             | Anden runde  |
| 4        | Maks Mirny Chan Hao-Ching               | Anden runde  |
| 5        | Nenad Zimonjić Chan Yung-Jan            | Tredje runde |
| 6        | Łukasz Kubot Andrea Hlaváčková          | Tredje runde |
| 7        | Raven Klaasen Raquel Atawo              | Anden runde  |
| 8        | Jean-Julien Rojer Kiki Bertens          | Anden runde  |
| 9        | Radek Štěpánek Lucie Šafářová           | Tredje runde |
| 10       | Alexander Peya Andreja Klepač           | Kvartfinale  |
| 11       | Marcin Matkowski Katarina Srebotnik     | Kvartfinale  |
| 12       | Daniel Nestor Chuang Chia-Jung          | Anden runde  |
| 13       | Rohan Bopanna Anastasia Rodionova       | Tredje runde |
| 14       | Aisam-ul-Haq Qureshi Jaroslava Sjvedova | Semifinale   |
| 15       | Robert Farah Anna-Lena Grönefeld        | Finale       |
| 16       | Leander Paes Martina Hingis             | Tredje runde |

#### Wildcards
Fem par modtog et wildcard til turneringen.
| Spiller                     | Resultat     |
| --------------------------- | ------------ |
| Liam Broady Naomi Broady    | Første runde |
| Colin Fleming Jocelyn Rae   | Første runde |
| Dominic Inglot Laura Robson | Anden runde  |
| Ken Skupski Tara Moore      | Første runde |
| Neal Skupski Anna Smith     | Tredje runde |

### Resultater

#### Kvartfinaler, semifinaler og finale
| Aisam-ul-Haq Qureshi |
| Jaroslava Sjvedova   |

| Marcin Matkowski   |
| Katarina Srebotnik |

| Aisam-ul-Haq Qureshi |
| Jaroslava Sjvedova   |

| Robert Farah        |
| Anna-Lena Grönefeld |

| Robert Farah        |
| Anna-Lena Grönefeld |

| Alexander Peya |
| Andreja Klepač |

| Robert Farah        |
| Anna-Lena Grönefeld |

| Oliver Marach    |
| Jeļena Ostapenko |

| Henri Kontinen |
| Heather Watson |

| Juan Sebastián Cabal |
| Mariana Duque-Mariño |

| Oliver Marach    |
| Jeļena Ostapenko |

| Scott Lipsky      |
| Alla Kudrjavtseva |

| Henri Kontinen |
| Heather Watson |

| Henri Kontinen |
| Heather Watson |

#### Første, anden og tredje runde
| Ivan Dodig  |
| Sania Mirza |

| Bye |
|     |

| Ivan Dodig  |
| Sania Mirza |

| Colin Fleming |
| Jocelyn Rae   |

| Neal Skupski |
| Anna Smith   |

| Neal Skupski |
| Anna Smith   |

| Neal Skupski |
| Anna Smith   |

| Julian Knowle |
| Zhang Shuai   |

| A. Qureshi         |
| Jaroslava Sjvedova |

| Máximo González |
| Raluca Olaru    |

| Julian Knowle |
| Zhang Shuai   |

| Bye |
|     |

| A. Qureshi         |
| Jaroslava Sjvedova |

| A. Qureshi         |
| Jaroslava Sjvedova |

| Marcin Matkowski   |
| Katarina Srebotnik |

| Bye |
|     |

| Marcin Matkowski   |
| Katarina Srebotnik |

| Ken Skupski |
| Tara Moore  |

| Robert Lindstedt    |
| A. Medina Garrigues |

| Robert Lindstedt    |
| A. Medina Garrigues |

| Marcin Matkowski   |
| Katarina Srebotnik |

| Santiago González |
| A. Parra Santonja |

| Santiago González |
| A. Parra Santonja |

| Michael Venus  |
| María Irigoyen |

| Santiago González |
| A. Parra Santonja |

| Bye |
|     |

| Raven Klaasen |
| Raquel Atawo  |

| Raven Klaasen |
| Raquel Atawo  |

| Maks Mirny     |
| Chan Hao-Ching |

| Bye |
|     |

| Maks Mirny     |
| Chan Hao-Ching |

| Nicholas Monroe    |
| Gabriela Dabrowski |

| Nicholas Monroe    |
| Gabriela Dabrowski |

| Liam Broady  |
| Naomi Broady |

| Nicholas Monroe    |
| Gabriela Dabrowski |

| Fabrice Martin |
| Olga Savtjuk   |

| Robert Farah        |
| Anna-Lena Grönefeld |

| Chris Guccione  |
| Elina Svitolina |

| Chris Guccione  |
| Elina Svitolina |

| Bye |
|     |

| Robert Farah        |
| Anna-Lena Grönefeld |

| Robert Farah        |
| Anna-Lena Grönefeld |

| Alexander Peya |
| Andreja Klepač |

| Bye |
|     |

| Alexander Peya |
| Andreja Klepač |

| Andreas Siljeström |
| Wang Yafan         |

| Dominic Inglot |
| Laura Robson   |

| Dominic Inglot |
| Laura Robson   |

| Alexander Peya |
| Andreja Klepač |

| André Sá           |
| Barbora Krejčíková |

| Łukasz Kubot      |
| Andrea Hlaváčková |

| John Peers      |
| Samantha Stosur |

| André Sá           |
| Barbora Krejčíková |

| Bye |
|     |

| Łukasz Kubot      |
| Andrea Hlaváčková |

| Łukasz Kubot      |
| Andrea Hlaváčková |

| Jean-Julien Rojer |
| Kiki Bertens      |

| Bye |
|     |

| Jean-Julien Rojer |
| Kiki Bertens      |

| Dustin Brown    |
| Madison Brengle |

| Oliver Marach    |
| Jeļena Ostapenko |

| Oliver Marach    |
| Jeļena Ostapenko |

| Oliver Marach    |
| Jeļena Ostapenko |

| Dmitrij Tursunov |
| Andrea Petkovic  |

| Radek Štěpánek |
| Lucie Šafářová |

| Jiří Veselý        |
| Kateřina Siniaková |

| Jiří Veselý        |
| Kateřina Siniaková |

| Bye |
|     |

| Radek Štěpánek |
| Lucie Šafářová |

| Radek Štěpánek |
| Lucie Šafářová |

| Rohan Bopanna       |
| Anastasia Rodionova |

| Bye |
|     |

| Rohan Bopanna       |
| Anastasia Rodionova |

| Treat Huey      |
| Alicja Rosolska |

| Treat Huey      |
| Alicja Rosolska |

| Marcelo Demoliner |
| Nicole Melichar   |

| Rohan Bopanna       |
| Anastasia Rodionova |

| J.S. Cabal      |
| M. Duque-Mariño |

| J.S. Cabal      |
| M. Duque-Mariño |

| Mate Pavić   |
| Darija Jurak |

| J.S. Cabal      |
| M. Duque-Mariño |

| Bye |
|     |

| Horia Tecău     |
| Coco Vandeweghe |

| Horia Tecău     |
| Coco Vandeweghe |

| Nenad Zimonjić |
| Chan Yung-Jan  |

| Bye |
|     |

| Nenad Zimonjić |
| Chan Yung-Jan  |

| David Marrero         |
| M.J. Martínez Sánchez |

| Matwé Middelkoop    |
| Oksana Kalasjnikova |

| Matwé Middelkoop    |
| Oksana Kalasjnikova |

| Nenad Zimonjić |
| Chan Yung-Jan  |

| Scott Lipsky      |
| Alla Kudrjavtseva |

| Scott Lipsky      |
| Alla Kudrjavtseva |

| Guillermo Durán |
| Liang Chen      |

| Scott Lipsky      |
| Alla Kudrjavtseva |

| Bye |
|     |

| Daniel Nestor    |
| Chuang Chia-Jung |

| Daniel Nestor    |
| Chuang Chia-Jung |

| Leander Paes   |
| Martina Hingis |

| Bye |
|     |

| Leander Paes   |
| Martina Hingis |

| Florin Mergea |
| Tamira Paszek |

| Artem Sitak     |
| Laura Siegemund |

| Artem Sitak     |
| Laura Siegemund |

| Leander Paes   |
| Martina Hingis |

| Henri Kontinen |
| Heather Watson |

| Henri Kontinen |
| Heather Watson |

| Denis Kudla    |
| Louisa Chirico |

| Henri Kontinen |
| Heather Watson |

| Bye |
|     |

| Bruno Soares   |
| Jelena Vesnina |

| Bruno Soares   |
| Jelena Vesnina |